# Protonyctia originalis
Protonyctia originalis är en fjärilsart som beskrevs av Edward Meyrick 1932. Protonyctia originalis ingår i släktet Protonyctia och familjen skäckmalar. Inga underarter finns listade i Catalogue of Life.